# Hyposidra neglecta
Hyposidra neglecta là một loài bướm đêm trong họ Geometridae.